# Бониту (Пара)

Бониту на карте штата.

Бониту (порт. Bonito) — муниципалитет в Бразилии, входит в штат Пара. Составная часть мезорегиона Северо-восток штата Пара. Входит в экономико-статистический микрорегион Брагантина. Население составляет 13 630 человек на 2010 год. Занимает площадь 586,736 км². Плотность населения — 23,23 чел./км².
Праздник города — 29 декабря.

## История
Город основан 29 декабря 1961 года.

## Демография
Согласно сведениям, собранным в ходе переписи 2010 г. Национальным институтом географии и статистики (IBGE), население муниципалитета составляет:
| Полное население                               | Полное население                               | Полное население                               | Полное население                               | 13 630 |
| ---------------------------------------------- | ---------------------------------------------- | ---------------------------------------------- | ---------------------------------------------- | ------ |
| в том числе:                                   | Городское население                            | 3827                                           | Процент городского населения, %                | 28,08  |
|                                                | Сельское население                             | 9803                                           | Процент сельского населения, %                 | 71,92  |
|                                                | Мужское население                              | 7114                                           | Процент мужского населения, %                  | 52,19  |
|                                                | Женское население                              | 6516                                           | Процент женского населения, %                  | 47,81  |
| Плотность населения, чел/км²                   | Плотность населения, чел/км²                   | Плотность населения, чел/км²                   | Плотность населения, чел/км²                   | 23,23  |
| Население муниципалитета в % к населению штата | Население муниципалитета в % к населению штата | Население муниципалитета в % к населению штата | Население муниципалитета в % к населению штата | 0,18   |

По данным оценки 2015 года население муниципалитета составляет 15 282 жителя.

## Статистика
- Валовой внутренний продукт на 2003 год составляет 19 833 560,00 реалов (данные: Бразильский институт географии и статистики).
- Валовой внутренний продукт на душу населения на 2003 год составляет 1920,55 реалов (данные: Бразильский институт географии и статистики).
- Индекс развития человеческого потенциала на 2000 год составляет 0,612 (данные: Программа развития ООН).

## География
Климат местности: тропический.

## Важнейшие населенные пункты
| № | Населённый пункт        | Населённый пункт (порт.) | Категория | Население чел. (2010) | На карте                       |
| - | ----------------------- | ------------------------ | --------- | --------------------- | ------------------------------ |
| 1 | Бониту                  | Bonito                   | город     | 3827                  | 1°21′45″ ю. ш. 47°18′15″ з. д. |
| 2 | Санту-Антониу-ду-Кумару | Santo Antônio do Cumaru  | поселок   | 2190                  | 1°24′14″ ю. ш. 47°19′57″ з. д. |
| 3 | Сан-Жуан-дас-Панелас    | São João das Panelas     | поселок   | 332                   | 1°28′20″ ю. ш. 47°24′39″ з. д. |